# Ratniów
Ratniów (ukr. Ратнів) – wieś położona na Ukrainie, w rejonie łuckim, w obwodzie wołyńskim, liczy 890 mieszkańców.